# Macaca hecki
Il macaco di Heck (Macaca hecki, Matschie, 1901) è un primate della famiglia Cercopithecidae. Si tratta di una specie strettamente imparentata con il macaco di Tonkean (Macaca tonkeana), del quale fino a poco tempo fa era ritenuta una sottospecie. Il suo status di specie autonoma è stato stabilito solo nel 2001 da Groves.

## Descrizione
Il colore è marrone scuro o nero, il muso è nero e glabro e la coda è ridotta a un breve moncone.

## Distribuzione e habitat
L'areale è nella zona settentrionale dell'isola Sulawesi (già Celebes).
L'habitat è la foresta pluviale tropicale.

## Biologia
Le abitudini sono poco note, ma si pensa che coincidano con quelle del macaco di Tonkean.

## Conservazione
La specie è considerata dalla IUCN quasi a rischio di estinzione per la distruzione dell'habitat.